# ۹۴۵ (میلادی)
۹۴۵ (میلادی) نهصد و چهل و پنجمین سال تقویم میلادی است.

## درگذشتگان
‎